# Oncocalyx welwitschii
Oncocalyx welwitschii är en tvåhjärtbladig växtart som först beskrevs av Adolf Engler, och fick sitt nu gällande namn av R.M. Polhill & D. Wiens. Oncocalyx welwitschii ingår i släktet Oncocalyx och familjen Loranthaceae. Inga underarter finns listade i Catalogue of Life.